# Rynarzewo (Gdańsk)

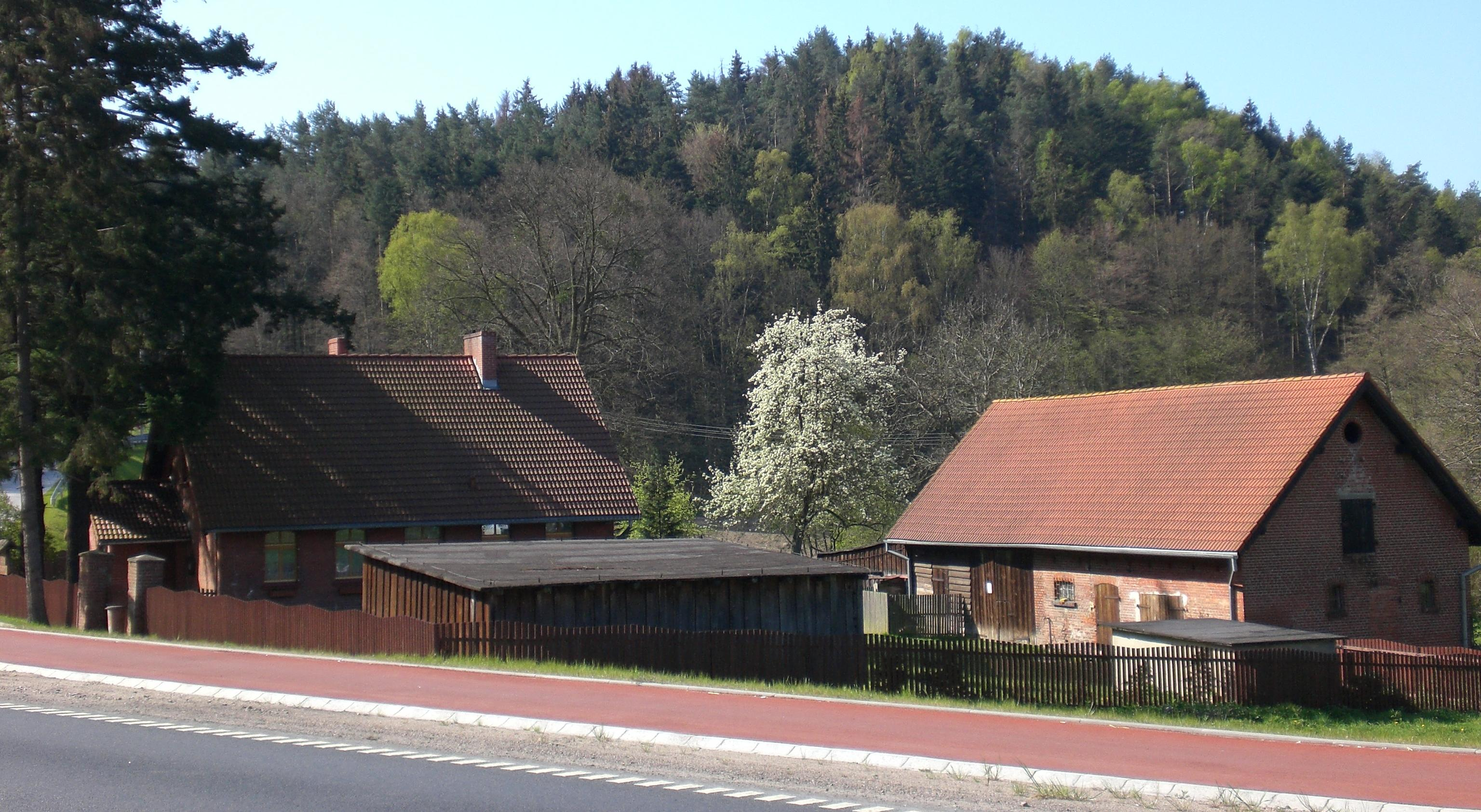
Rynarzewo

Rynarzewo (dawniej: Renuszewo, potocznie: Reniszewo, kaszb. Rënarzewò, niem. Renneberg) – obszar w Gdańsku, w dzielnicy Oliwa.
Rynarzewo jest położone na obszarze Trójmiejskiego Parku Krajobrazowego, otoczone kompleksem Lasów Oliwskich. Znajduje się tu siedziba Leśnictwa Renuszewo.
Rozciąga się wzdłuż ul. Spacerowej, części drogi wojewódzkiej nr 218. Połączenie z centrum Oliwy umożliwiają autobusy komunikacji miejskiej.
W przyszłości ma krzyżować się tu z ul. Spacerową droga łącząca Lasy Oliwskie z Drogą Zieloną.

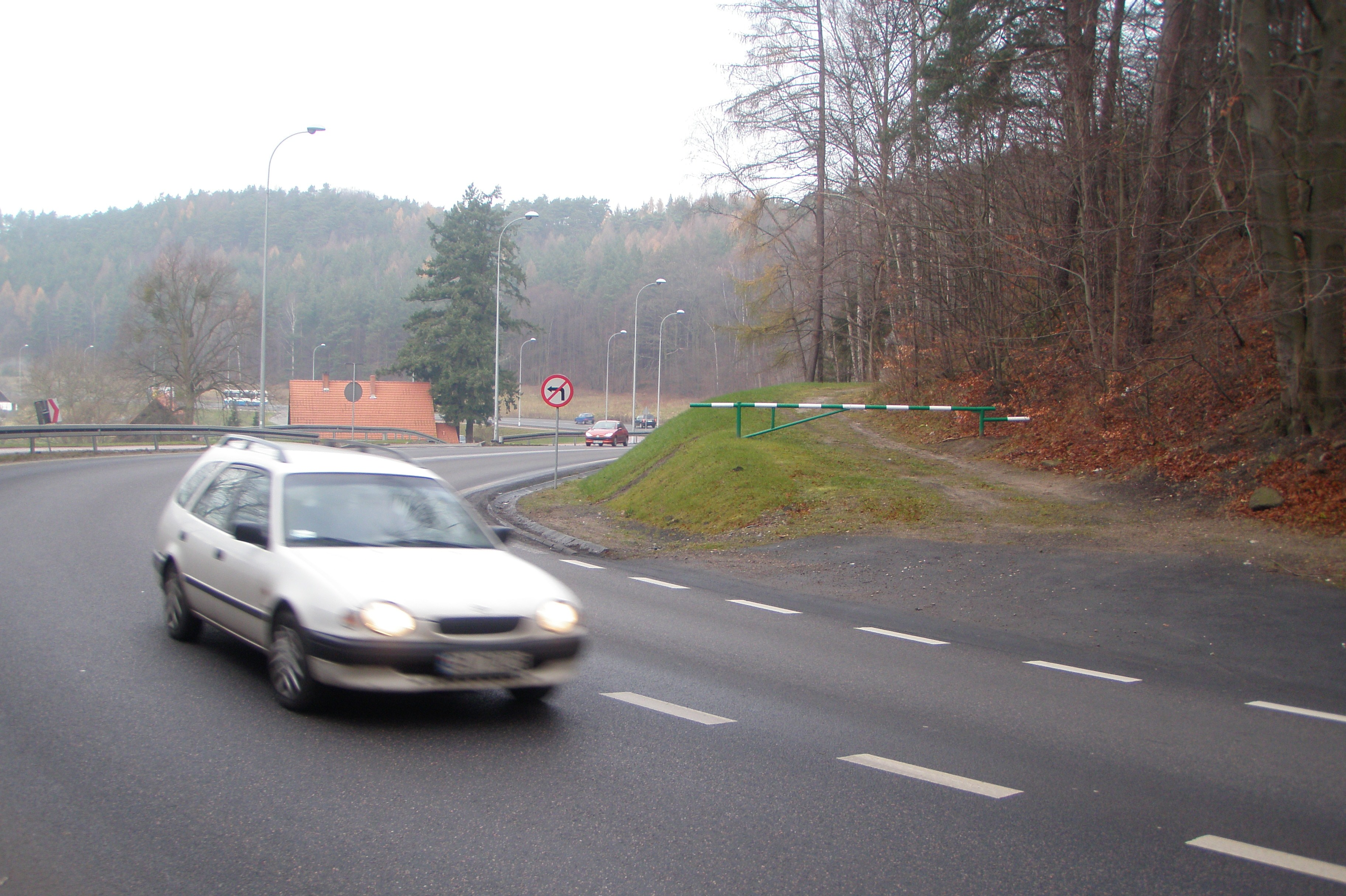
Ul. Spacerowa w Rynarzewie

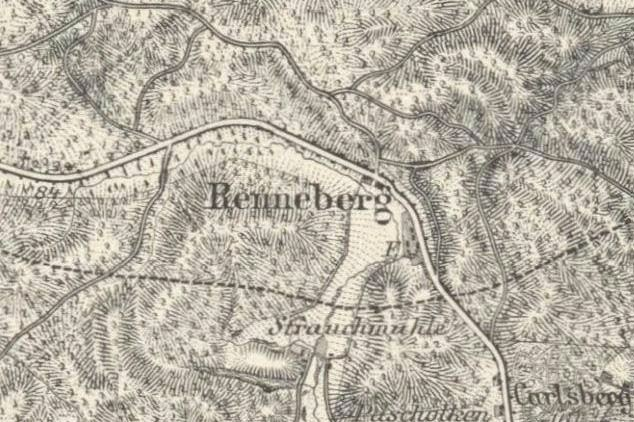
Rynarzewo i ul. Spacerowa na mapie z 1901

## Historia
Nazwa Renneberg pojawiła się w 1647. Dawne nazwy: Renneberg Krug (1647), Renbark (1889). Nazwa pochodzi od pobliskiej góry, notowanej w 1644 jako Renneberg (wskazującej na istnienie na niej smolarni).
Była to początkowo karczma i osada leśna w Dolinie Rynarzewskiej. W 1867 rozpoczęła się budowa nowej drogi (dzisiejsza ul. Spacerowa) z Oliwy, do położonej za lasami Osowej. W wąwozie zostali pochowani francuscy jeńcy wojny francusko-pruskiej (1870-1871), którzy byli zatrudnieni przy budowie drogi.
Rynarzewo zostało przyłączone w granice administracyjne miasta 5 października 1954. Należy do okręgu historycznego Wyżyny.